# Linux para PlayStation 2
Linux para PlayStation2 o PS2 Linux fue un kit creado oficialmente por Sony Computer Entertainment en el 2002 que permite al usuario usar su consola PlayStation 2 como una computadora personal. Este Kit incluye un disco con un sistema operativo basado en Linux, ratón y teclado, disco duro externo, adaptador de red y VGA para un monitor con salidas de audio RCA.
El sitio oficial del proyecto fue cerrado a finales de octubre de 2009 pero la comunidad seguidora  de este proyecto creó ps2dev, un proyecto que trata de continuar lo que Sony decidió cerrar y que aún sigue activo.

## Compatibilidad General
El Kit de Linux convierte la consola PS2 en una computadora personal, pero no permite el uso de su DVD-Rom excepto para leer discos de juegos de las consolas PS1 y PS2 debido a la preocupación de Sony por la piratería. Aunque el Disco duro del  kit PS2 no es compatible con juegos, la consola contaba con  una utilidad para reformatear el disco duro para permitir el uso de juegos aunque a su vez borraba el PS2 Linux aunque hay un driver que permite operar PS2 Linux una vez copiado en la partición de la consola (Partición APA) creada por el disco de utilidades. El adaptador de red incluido en el kit solo es compatible con Ethernet; Existe un driver para activar el soporte para módem si el adaptador de red (Que incluye un módem V.90) es usado. El kit da soporte de Visualización  en monitores RGB con un cable VGA suministrado en el kit de PS2 Linux o usarlo en un aparato de Televisión con el cable normal que incluye la consola PlayStation 2.

## Aplicaciones de código abierto

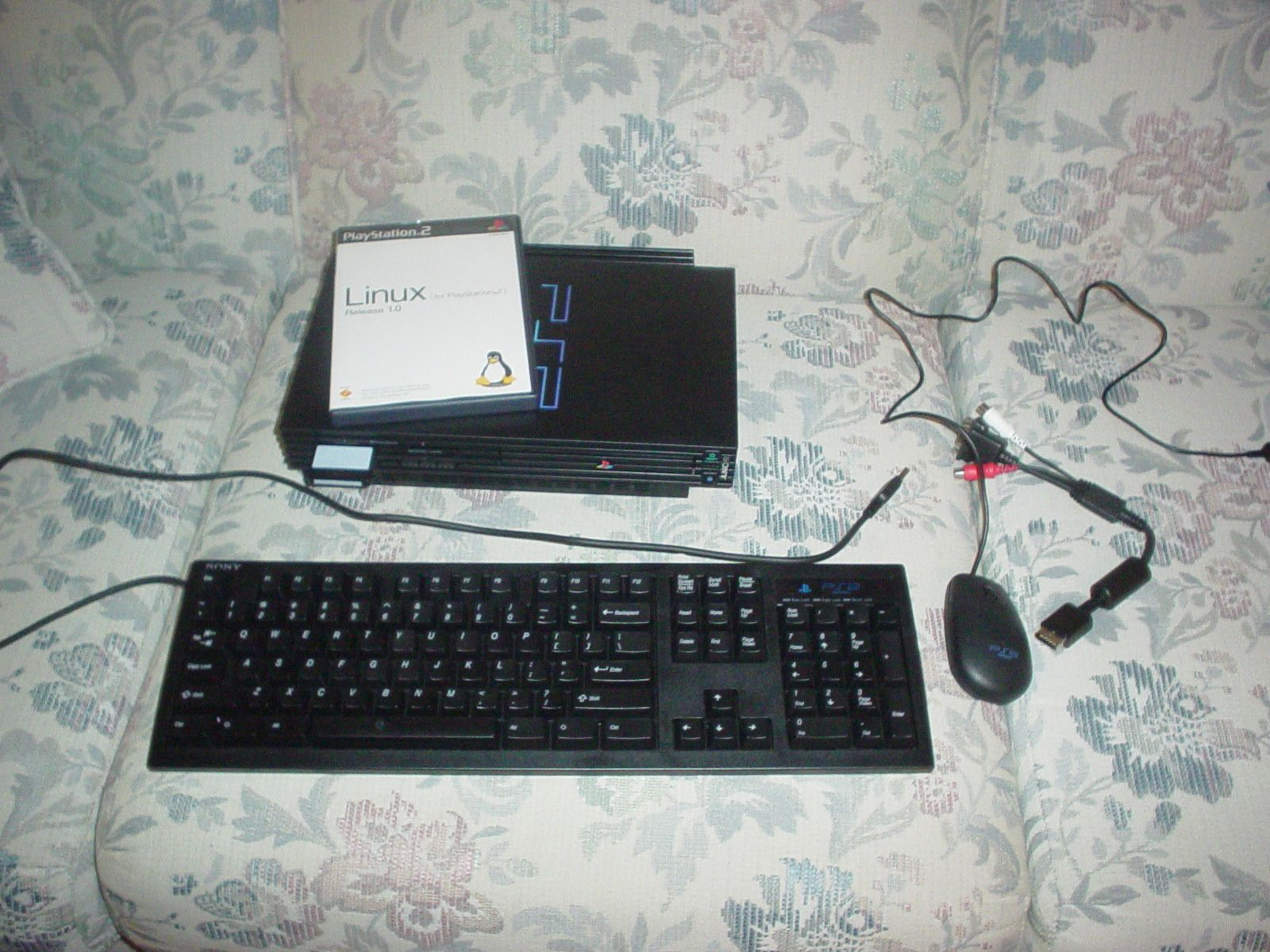
Contenido del kit.

El propósito principal del kit de Linux es el desarrollo de software de aficionados, pero se puede utilizar como se podría utilizar en cualquier otro equipo, aunque la pequeña cantidad de memoria RAM en el PS2 (32 MB) limitaba sus aplicaciones lo cual el kit tenía aplicaciones con poco uso de recursos como MozillaSuite, XChat y Pidgin. El gestor de ventanas por defecto es Window Maker, pero es posible instalar y utilizar Fluxbox y FVWM. Los puertos USB de la consola se pueden conectar a dispositivos externos, como impresoras, cámaras, unidades flash y las unidades de CD.
Con PS2 Linux, un usuario puede programar sus propios juegos que funcionarán en PS2 Linux, pero no en una PlayStation 2. Los juegos están disponibles para descargar en los sitios de PS2 compatibles con Linux [cita requerida]. Algunos juegos creados por aficionados se envían a una competición como la competencia anual de la Independent Games Festival. Es posible también que un aficionado venda sus juegos o software para que desarrollen con PS2 Linux ciertas restricciones detalladas en la licencia de usuario final como por ejemplo; El aficionado no puede producir y vender CD y DVD del juego, pero puede vender el juego a través de una descarga en línea.

## Distribución
A principios del  2003, este kit ya no está oficialmente disponible en los EE. UU. debido a la asignación completa de kits NTSC que se venden, pero aún está disponible a través de foros o sitios que continuaron este proyecto sin supervisión de Sony.
Se especuló que fue incorrectamente utilizado como un intento de ayudar a clasificar la PS2 en una computadora para alcanzar el estatus de exhención de impuestos en la Unión Europea que se aplicada a las consolas de videojuegos y no a las computadoras. A pesar de esto, Sony perdió el caso en junio de 2006. El kit fue puesto en venta en estatus de videojuego. PlayStation y Sony pusieron fin al apoyo de los programadores aficionados, con la entrada de la PlayStation 3 y una versión Linux para esta, el proyecto fue suspendido.

## Modelos y Compatibilidades
La versión original del Kit de Linux para PS2 sólo funcionaba en las versiones japonesas de la consola, modelos SCPH-10000, SCPH-15000 y SCPH-18000 [cita requerida].
Venía con una tarjeta de interfaz PCMCIA donde había un puerto Ethernet 10/100 y un disco duro externo IDE (puesto que no hay lugar dentro de la unidad). Este kit no puede ser utilizado con cualquier modelo de PS2, más tarde incluye todos los modelos que no son japoneses, pero estos modelos ya no tienen el puerto PCMCIA [cita requerida].
Las versiones posteriores del Kit de PS2 utilizan una interfaz muy similar a la de disco duro / Ethernet vendidos más tarde para jugar en red (en este último fue lanzado el adaptador de red que también puede utilizarse con el kit, incluyendo el módem de 56k.) Este kit localiza el disco duro de la PS2 en el multiuso. Con este kit, sólo el modelo SCPH-30000 de PlayStation 2 es con el apoyo oficial de Sony. El kit funcionaba igual de bien con los modelos más recientes como SCPH-30000, con la excepción de que la conexión Ethernet se tiende a congelar después de un corto período de uso [cita requerida].